# Bahnstrecke Tønder–Højer Sluse
| Bahnhof Tønder |                      |                                          |                                          |
| Lage der Strecke |                      |                                          |                                          |
| Streckennummer: | TdrHoj               |                                          |                                          |
| Streckenlänge: | 13 km                |                                          |                                          |
| Spurweite: | 1435 mm (Normalspur) |                                          |                                          |
| |                      |                                          |                                          |
| \| \| \| Højer havn \| \| \| \| 13 \| Højer Sluse / Fähre von Munkmarsch \| Højer Sluse / Fähre von Munkmarsch \| \| \| 12 \| Højer \| Højer \| \| \| 8 \| Daler \| Daler \| \| \| 5 \| Møgeltønder \| Møgeltønder \| \| \| \| Bahnstrecke Bramming–Tønder von Bramming \| \| \| \| \| Bahnstrecke Tønder–Tinglev von Tinglev \| \| \| \| 0 \| Tønder \| Tønder \| \| \| \| nach Niebüll \| \| |                      |                                          |                                          |
| Betriebs-/Güterbahnhof Streckenanfang (Strecke außer Betrieb) |                      | Højer havn                               | Højer havn                               |
| Bahnhof (Strecke außer Betrieb) | 13                   | Højer Sluse / Fähre von Munkmarsch       | Højer Sluse / Fähre von Munkmarsch       |
| Bahnhof (Strecke außer Betrieb) | 12                   | Højer                                    | Højer                                    |
| Bahnhof (Strecke außer Betrieb) | 8                    | Daler                                    | Daler                                    |
| Bahnhof (Strecke außer Betrieb) | 5                    | Møgeltønder                              | Møgeltønder                              |
| Abzweig ehemals geradeaus und von links |                      | Bahnstrecke Bramming–Tønder von Bramming | Bahnstrecke Bramming–Tønder von Bramming |
| Abzweig geradeaus und ehemals von links |                      | Bahnstrecke Tønder–Tinglev von Tinglev   | Bahnstrecke Tønder–Tinglev von Tinglev   |
| Bahnhof | 0                    | Tønder                                   | Tønder                                   |
| Strecke |                      | nach Niebüll                             | nach Niebüll                             |

Die Bahnstrecke Tønder–Højer Sluse (deutsch: Tondern–Hoyerschleuse; auch Tønder–Højer-Banen oder Højerbanen) war eine Strecke nördlich der heutigen deutsch-dänischen Grenze. Sie wurde von den Preußischen Staatsbahnen erbaut und am 15. Juni 1892 dem Betrieb übergeben. Sie war ein Teil der Südjütischen Querbahn, die von Sønderborg über Højer zur wenige hundert Meter südwestlich gelegenen Schleuse führte. Bedeutung hatte die Strecke hauptsächlich durch den Fährverkehr von  „Hoyerschleuse“ nach Sylt.

## Geschichte
Die Kreisstadt Tondern hatte sich mit der Fertigstellung der Marschbahn von Altona über Husum und Niebüll zu einem regionalen Eisenbahnknoten entwickelt, nachdem sie bereits seit 1868 über eine Querverbindung nach Tingleff mit der Östlichen Hauptbahn im nördlichen Schleswig verbunden war. Vom 1887 westlich der Altstadt angelegten Hauptbahnhof wurde die Strecke über Mögeltondern und Hoyer bis zum Umschlaghafen Hoyerschleuse verlegt. Von dort aus fuhren Raddampfer bis zum Sylter Hafen Munkmarsch, wo ein Bahnanschluss per Inselbahn an den Hauptort Westerland und dort wiederum an die Nord-Süd-Strecke der Sylter Inselbahn bestand. Der Streckenabschnitt Hoyerschleuse-Hoyer Hafen wurde 1909 erbaut.
Der zunehmende Bädertourismus auf Sylt machte die Bahnstrecke bis zum Ersten Weltkrieg immer bedeutender, wobei Durchgangszüge zwischen Hamburg und Hoyerschleuse verkehrten.
Im Jahre 1920 wurde Nordschleswig ein Teil Dänemarks, die Strecke wurde mit der Streckenbezeichnung TdrHoj von der DSB übernommen. Durch die Grenzziehung mussten von Süden kommende Sylt-Besucher zweimal die neue deutsch-dänische Grenze passieren. Deshalb gab es auf deutscher Seite Überlegungen zur Errichtung einer direkten Bahnverbindung nach Sylt. Diese wurde mit dem 1927 eingeweihten Hindenburgdamm geschaffen.
Damit büßten der Fährhafen Hoyerschleuse und letztlich die gesamte Bahnstrecke einen Großteil ihrer wirtschaftlichen Grundlage ein. Die zunehmende Motorisierung, auch als Folge der massiven Förderung des Straßenbaus in Nordschleswig durch die dänische Regierung, ließ das Verkehrsaufkommen auf der Bahnstrecke weiter schrumpfen. Zudem geriet das Gebiet unmittelbar nördlich der neuen Grenze wirtschaftlich immer mehr ins Abseits.
Der Personenverkehr zwischen dem Bahnhof Højer und der Højer Sluse wurde 1927 eingestellt, am 15. Mai 1935 folgte der Personenverkehr auf der gesamten Strecke. Der Güterverkehr wurde allerdings bis zur endgültigen Stilllegung der Strecke am 31. März 1962 aufrechterhalten. Danach wurden die Schienen abgebaut.